# ГЕС Кірнаті
ГЕС Кірнаті — гідроелектростанція у південно-західній частині Грузії. Знаходячись між ГЕС Муратлі (вище за течією в Туреччині) та ГЕС Хелвачаурі 1 (47,5 МВт), входить до складу каскаду на річці Чорох, яка впадає до Чорного моря у місті Батумі.
У межах проєкту річку перекрили бетонною греблею висотою 19 метрів, яка утворює невеликий резервуар з площею поверхні 0,53 км2. Інтегрований у греблю машинний зал обладнали бульбовими турбінами — чотирма потужністю по 12,1 МВт та однією з показником у 2 МВт. При напорі у 14,5 метрів вони повинні забезпечувати виробництво 204 млн кВт·год електроенергії на рік.
Видача продукції відбувається по ЛЕП, розрахованій на роботу під напругою 154 кВ.
Проєкт, введений в експлуатацію влітку 2018-го, реалізувала турецька компанія Adjar Energy.